# Laser Weapon System

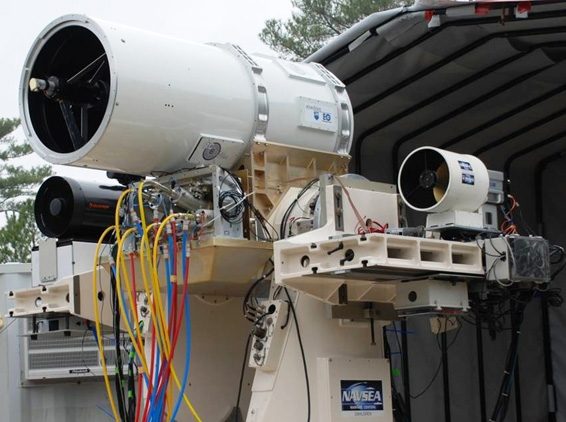

Бойова лазерна система (англ. Laser Weapon System, LaWS) — нова система променевої зброї спрямованої дії, створена дослідним центром NAVSEA (англ. Naval Surface Warfare Center Dahlgren Division) командування морських систем ВМС США. В основі — твердотільний лазер.
Розроблення системи розпочалося в 2007 році. Система призначена для знищення безпілотників, невеликих морських суден і винищувачів, придушення електронних систем повітряних цілей. За точністю, швидкодією і вартістю набагато випереджає аналогічне за призначенням ракетне озброєння.
Вартість проекту — 40 млн доларів. Низька вартість пояснюється добре відпрацьованими технологіями створення лазерного променя. Передбачається, що один імпульс лазера буде коштувати 1 долар (пуск ракети Sidewinder, яку має замінити LaWS, коштує від 15 до 475 тисяч доларів США).

## Застосування
Лазерна система AN / SEQ-3 або XN-1 LaWS, є зброєю спрямованої енергії, розробленою ВМС США. Зброю було встановлено на USS Ponce 2014 року, для польових випробувань. У грудні 2014 року ВМС США повідомили, що система LaWS працювала відмінно і що командир «Понсе» має право використовувати цю систему як захисну зброю.
LaWS залишався в експлуатації до 2017 року, після чого Ponce було виведено з експлуатації, а LaWS було переміщено на USS Портленд.
16 травня 2020 року в ході випробувань установленої на борту USS San Antonio (LPD-17) лазерної установки Laser Weapon System Demonstrator (LWSD) Mk 2 Mod 0., був успішно збитий безпілотний літальний апарат. Це було перше випробування лазеру високої потужності на системному рівні. 